# Stamnodes narzanica
Stamnodes narzanica là một loài bướm đêm trong họ Geometridae.